# Thomas R. Cech
Thomas Robert Cech (* 8. prosince 1947 Chicago, Illinois) je americký profesor biochemie. V roce 1989 obdržel společně se Sidneym Altmanem Nobelovu cenu za chemii za objev katalytické aktivity ribonukleové kyseliny (RNA).
Cech a Altman obdrželi Nobelovu cenu za nezávislý objev, že RNA, tradičně považovaná pouze za pasivního posla genetické informace, může mít také enzymatickou úlohu, při níž katalyzuje nebo usnadňuje vnitrobuněčné chemické reakce nezbytné pro život. Před jejich objevem se předpokládalo, že všechny chemické reakce v živém organismu jsou katalyzovány výhradně bílkovinami, které se nazývají enzymy. Cech byl první, kdo prokázal, že molekula RNA může katalyzovat chemickou reakci, poukázal tak na skutečnost, že život mohl začít jako ribonukleová kyselina a své poznatky publikoval v roce 1982. Altman, jehož dřívější výzkum k takovému závěru výrazně směřoval, tuto enzymatickou aktivitu molekuly RNA přesvědčivě prokázal v roce 1983.
Cech studoval rovněž telomery a jeho laboratoř objevila enzym TERT (telomerázová reverzní transkriptáza), který je součástí procesu obnovy telomer po jejich zkrácení během buněčného dělení. Jako prezident Lékařského institutu Howarda Hughese (LIHH) podporoval vědecké vzdělávání. Vyučuje rovněž chemii na Coloradských univerzitách.

## Životopis
Cech se narodil do česko-americké rodiny (jeden z jeho dědečků byl Čech, další prarodiče byli Američané první generace) v Chicagu a vyrůstal v Iowa City ve státě Iowa. Již na střední škole docházel na konzultace k profesorům geologie na univerzitě v Iowě a diskutoval s nimi o krystalových strukturách, meteoritech a fosiliích.
Díky prospěchovému stipendiu nastoupil v roce 1966 na Grinnellovu kolej v Iowě, kde studoval Homérovu Odysseu, Dantovo Peklo, ústavní historii a fyzikální chemii. Oženil se s Carol Lynn Martinsonovou, která byla jeho kolegyní v laboratoři organické chemie.
Po získání bakalářského titulu v roce 1970 pokračoval ve studiu chemie a v roce 1975 dokončil doktorát z chemie na Kalifornské univerzitě v Berkeley. V této době se jeho zájem začal směrovat k biologii a v letech 1975 až 1977 proto pracoval jako postdoktorand v Národním onkologickém ústavu (NCI) v Massachusettském technologickém institutu.  V roce 1978 získal místo odborného asistenta na katedře biochemie Coloradské univerzity v Boulderu, kde přednášel chemii a biochemii a kde nadále zůstává členem fakultního sboru, v současné době jako čestný profesor.
V roce 2000 se stal prezidentem Lékařského institutu Howarda Hughese v Marylandu. Pokračoval také ve vedení své biochemické laboratoře na Coloradské univerzitě. Počátkem roku 2009 odstoupil z funkce prezidenta LIHH a vrátil se k výuce a výzkumu. Po návratu do Boulderu se stal prvním výkonným ředitelem BioFrontiers Institute a tuto pozici zastával až do roku 2020. Studentům prvního ročníku také přednášel obecnou chemii.

## Výzkum
Cech se zabývá především výzkumem průběhu transkripce v buněčném jádře. Studuje, jak se genetický kód DNA přepisuje do RNA. V 70. letech 20. století studoval způsob, jakým se molekuly RNA z mikroorganismu Tetrahymena thermophila štěpí na fragmenty. Zjistil, že se molekuly RNA uvnitř zkumavky štěpí samy pomocí složité chemické reakce, přestože neobsahují bílkovinu. V roce 1982 Cech jako první ukázal, že molekuly RNA se neomezují pouze na roli pasivních nosičů genetické informace, ale mohou mít katalytické funkce a mohou se podílet na buněčných reakcích. RNA katalyzuje zejména reakce zpracování RNA a syntézu bílkovin na ribozomech. RNA enzymy jsou známé jako ribozymy a poskytly nový nástroj pro genovou technologii. Mají také potenciál poskytnout nové terapeutické přípravky - například mají schopnost ničit a štěpit napadající virové RNA.
Druhou oblastí Cechova výzkumu jsou telomery, struktura, která chrání konce chromozomů. Telomery se při každé replikaci DNA zkracují a musí se znovu prodlužovat. Cech se zabýval enzymem telomerázou, který kopíruje telomerové sekvence a prodlužuje je. Aktivní místa proteinových podjednotek telomerázy obsahují novou třídu reverzních transkriptáz, enzymů, o nichž se dříve myslelo, že se vyskytují pouze u  virů. Telomeráza je aktivována u 90 % lidských nádorů. Látka, která by inhibovala aktivitu telomerázy, by proto mohla být užitečná při léčbě rakoviny.